# 杨纪
杨纪（546年—603年7月6日），名纪，字文宪，一名文纪，因被赐姓越勤氏，又称越勤纪，弘农郡华阴县（今陕西省华阴市）人，出自弘农杨氏越公房，北周、隋朝官员。

## 生平
杨纪年少时刚正不阿，有器量胸襟。杨纪的哥哥杨文思应当承袭父亲的爵位华山郡公，他自认为不是嫡子，于是让封给杨纪。保定四年（564年），杨纪袭爵华山郡公，食邑二千七百户，以右侍上士为起家官，后出任大都督、右游击上士。建德元年（572年），杨纪升任使持节、车骑大将军、仪同三司，出任鲁山防主，又转任安州总管司录。大象元年（579年），南陈永安郡太守李援向北周献地归附，安州总管蒋国公梁睿派遣安州长史杨纪率领两万人前往接应。杨纪又想要进攻弋阳郡，推进到义阳郡时，义阳郡太守胥尚儿弃城逃走。南陈将军周法尚统帅的军队前来支援，杨纪击退了敌人，以军功升任开府，入朝担任虞部下大夫，加上仪同三司。杨坚担任丞相后，杨纪跟随梁睿讨伐王谦，以军功前后增加食邑总计三千户。开皇元年（581年），杨纪出任使持节、资州诸军事、资州刺史，又回朝出任宗正少卿，因事被定罪除去名籍。几年后，朝廷恢复杨纪的爵位，任命为使持节、熊州诸军事、熊州刺史。开皇七年（587年），杨纪生母韦始华去世，杨纪为母亲守丧，很快被起复出任宗正少卿，改封上明郡公。开皇十八年（598年），杨纪出任宗正卿、兼任给事黄门侍郎，代理礼部尚书，加上开府仪同三司。仁寿二年二月辛亥（602年3月1日），杨纪出任使持节、总管荆复硖鄀鄂岳灃朗辰九州诸军事、荆州刺史。仁寿三年五月廿二日（603年7月6日），杨纪在荆州州馆中因病去世，虚岁五十八，谥号恭，仁寿四年三月丁酉朔廿四日庚申（604年4月28日）迁葬于华州华阴县留名乡归政里的东原。

## 住所
杨纪的住所位于长安朱雀街西第二街太平坊，杨纪后舍宅建立了定水寺。

## 其他
杨纪曾与上开府李景一起将义城公主送到突厥。
仁寿年间，杨纪出使黄河以北，见到公孙景茂的精力不减，回京上奏了情况，于是朝廷就任命公孙景茂为淄州刺史。
仁寿初年，杨纪的堂侄杨素受到隋文帝宠信日见隆厚，杨素的弟弟杨约、堂叔伯杨文思、堂叔伯杨纪、堂叔伯杨异都官至尚书、列卿。

## 家庭

### 祖父
- 杨钧，北魏侍中、司空、临贞文恭公[1]

### 父亲
- 杨宽，西魏尚书左仆射，北周大将军、大御正、小冢宰、华山元公[1]

### 兄弟姐妹
- 杨恒，西魏东宫直寝、华州刺史、敷西男，早亡
- 杨文思，隋朝上大将军、左光禄大夫、民部尚书、正平定公
- 杨文志，北周大都督，过继杨宽第五弟杨稚
- 杨文懿，隋朝通议大夫、安陆郡太守、晋熙县公
- 杨文愻，隋朝内史通事舍人、大都督、普安县开国男
- 杨文愿，隋朝右卫翊卫、骠骑大将军、仪同三司、宜阳县开国公
- 杨氏，嫁北周大都督、安□□□□侯达奚昊

### 夫人
- 京兆韦氏，大将军、吏部尚书、上庸文公韦世康之女[1]

### 子女
- 杨孝偡，隋朝屯骑尉、秘书郎、上明国世子[1]
- 杨孝謩，隋朝右亲卫[1]
- 杨孝俨，隋朝秘书丞
- 杨孝怡，唐朝膳部郎中、太仆卿
- 杨智度，嫁隋朝上开府仪同三司、沈州刺史、郧静公韦圆成[14]
- 杨贵嫔，唐高祖嫔妃[15]

## 延伸阅读
[在维基数据编辑]
 《隋書·卷48》，出自魏徵《隋书》